# Vulturești (Argeș)
Vultureşti é uma comuna romena localizada no distrito de Argeş, na região de Muntênia. A comuna possui uma área de 48.08 km² e sua população era de 2892 habitantes segundo o censo de 2007.